# Araripesuchus
Araripesuchus – rodzaj krokodylomorfa żyjącego w kredzie, 125 do 65 milionów lat temu. Zazwyczaj zalicza się go do grupy Notosuchia należącej z kolei do kladu Mesoeucrocodylia i charakteryzującej się różnymi rodzajami zębów i budową czaszki. Niektóre analizy kladystyczne potwierdzają przynależność Araripesuchus do Notosuchia, jednak z innych wynika jego przynależność do Neosuchia, kladu siostrzanego do Notosuchia. Araripesuchus wyróżniał się bocznie wypuklonymi oczami, przy czym wybrzuszenie było największe w rejonie powiększonych zębów szczęki. W obrębie rodzaju wyróżnia się sześć pewnych gatunków.

## Historia odkryć
Rodzaj został stworzony w 1959 dzięki opisowi typowego gatunku Araripesuchus gomesii z brazylijskiej formacji Santana. Holotyp użyty do opisu rodzaju, 423-R, znajduje się obecnie pod opieką Divisao de Mineralogia e Geologia do Departamento Nacional da Producao Mineral w Rio de Janeiro. Składa się on z pojedynczej czaszki połączonej stawowo z żuchwą. Bardziej kompletny okaz AMNH 24450 znajduje się w Amerykańskim Muzeum Historii Naturalnej. Kolejny gatunek, Araripesuchus wegeneri, opisano w 1981. Znaleziono go w dolnokredowych osadach w Nigrze. Jego afrykańskie pochodzenie odróżnia go od innych gatunków, zamieszkujących Amerykę Południową. Okaz typowy tego gatunku, GDF-700, obejmuje fragmentaryczne szczątki szczęk przetrzymywane w Museum National d'Histoire Naturelle w Paryżu. Araripesuchus patagonicus został opisany w 2000 roku w oparciu o okaz pochodzący z Patagonii (MUC-PV 269). Kolejny gatunek przypisany do rodzaju Araripesuchus to A. buitreraensis, opisany w 2005 na podstawie pochodzącej z późnej kredy argentyńskiej czaszki MPCA-PV 235. Mierzy ona 130 mm długości i jak dotąd jest największa spośród należących do Araripesuchus. Piąty gatunek, Araripesuchus tsangatsangana, opisano w 2006. Jego skamieniałości znajdowały się w pokładach Madagaskaru. Analiza tego znaleziska umocniła pozycję  A. wegneri w obrębie rodzaju. A. tsangatsangana jest geologicznie najmłodszy spośród gatunków tego rodzaju. Araripesuchus rattoides został opisany w 2009 roku w oparciu o niekompletna lewą kość zębową. Odnaleziono także fragment prawej kości zębowej. Skamieniałości te pochodzą z datowanych na około 95 mln lat osadów złóż Kem Kem w Maroku. W 2009 roku w datowanych na około 110 mln lat osadach formacji Erlhaz w Maroku odnaleziono szczątki co najmniej pięciu osobników, trzy z nich są w dużej mierze kompletne. 

## Taksonomia
Rodzaj grupuje sześć gatunków: typowy A. gomesii oraz A. patagonicus, A. buitreraensis, A. tsangatsangana, A. wegeneri i A. rattoides. Umieszczenie tu pierwszego afrykańskiego gatunku A. wegeneri było przez pewien czas kwestionowane przez różnych autorów. Ortega i współpracownicy sugerowali umieszczenie tego niepewnego gatunku w osobnym rodzaju, co wsparli wynikami przeprowadzonej analizy filogenetycznej. Jednakże dalsze badania w połączeniu z odkryciem kolejnego gatunku A. tsangatsangana rzuciły więcej światła na kwestię przynależności A. wegeneri do Araripesuchus. Łączna analiza wsparła włączenie wszystkich pięciu znanych wówczas gatunków do jednego rodzaju.

## Paleobiologia
Araripesuchus był lądowym krokodylomorfem. Przedstawiciele wszystkich gatunków należących do tego rodzaju poruszali się na wyprostowanych kończynach. A. tsangatsangana miał prawdopodobnie bardziej smukłe i wydłużone kończyny. A. wegeneri rósł prawdopodobnie tak jak współczesne krokodyle – w młodości miał długie nogi, które w miarę dorastania stawały się stosunkowo coraz krótsze. Uzębienie A. wegeneri i A. rattoides sugeruje, iż były one roślinożercami lub owadożercami. Gatunki z rodzaju Araripesuchus są bardzo zróżnicowane, co może wiązać się z ich specjalizacją dietetyczną. Całkowita objętość wewnątrzczaszkową A. wegeneri szacuje się na około 2218 mm3, a półkuli mózgu na około 630 mm3, co mieści się wśród wartości spotykanych również u współczesnych krokodyli.